# 에치고카와구치역
에치고카와구치역(일본어: 越後川口駅, えちごかわぐちえき)은 일본 니가타현 나가오카시에 있는, 동일본 여객철도의 철도역이다. 조에쓰선이 지나가며, 이야마선의 시종착역이다.

## 역 구조
지상역으로, 승강장은 단식 1면 1선과 섬식 1면 2선이 있다. 양 승강장은 역사와 지하통로로 이어져 있다. 나가오카역이 관리하며, 역 업무는 JR 니가타 비즈니스가 대신 하고 있다. 오전 7시부터 오후 5시 20분까지 초록 창구를 영업하고 있으며, 자동발권기와 자동판매기도 있다.

### 승강장
| 1 | ■ 이야마선 | 도카마치 · 모리노미야노하라 · 도가리노자와온센 · 이야마 · 나가노 방면 |
| 1 | ■ 조에쓰선 | 오지야 · 나가오카 방면 (이야마선 직통 열차)                           |
| 2 | ■ 조에쓰선 | 오지야 · 나가오카 · 니가타 방면                                       |
| 3 | ■ 조에쓰선 | 고이데 · 무이카마치 · 에치고유자와 · 다카사키 방면                    |

## 역세권 정보
- 나가오카시청 가와구치 지소
- 국도 제17호선
- 간에쓰 자동차도 에치고카와구치 나들목/휴게소

## 역사
- 1921년 8월 5일 - 일본국유철도 조에쓰호쿠선의 역으로 개업하였다.
- 1927년 6월 15일 - 도카마치선 (지금의 이야마선)이 개업해 환승역이 되었다.
- 1931년 9월 1일 - 조에쓰선이 미나카미역까지 연장되었다.
- 1987년 4월 1일 - 민영화에 따라 동일본 여객철도의 소속이 되었다.

## 인접역
| 동일본 여객철도 조에쓰선     | 동일본 여객철도 조에쓰선 | 동일본 여객철도 조에쓰선    |
| ---------------------------- | ------------------------ | --------------------------- |
| 기타호리노우치 다카사키 방면 | ■ 보통                   | 오지야 나가오카·니가타 방면 |